# منتخب جورجيا لكرة الصالات
منتخب جورجيا الوطني لكرة قدم الصالات هو ممثل جورجيا الرسمي في المنافسات الدولية في كرة الصالات .